# Estalas
Estalas (em latim: Stalae; em grego clássico: Στάλαι; romaniz.: Stálai) foi uma cidade da antiga Creta. É mencionada em um tratado entre a cidade e Preso, datado do início do século III a.C. Sua localização é objeto de debate; dois locais diferentes foram propostos para sua localização: as ruínas de Makry Gialos e um local perto de Dasonari.